# Hình diều vuông

Một hình diều bên phải với đường tròn nội tiếp và ngoại tiếp của nó. Các đỉnh ngoài cùng bên phải và bên phải có các góc vuông.

Trong hình học Euclide, một hình diều vuông là một hình diều (một hình tứ giác có bốn cạnh có thể được nhóm thành hai cặp cạnh có độ dài bằng nhau liền kề nhau) có thể nội tiếp đường tròn. Đó là, một hình diều có cả đường tròn ngoại tiếp (tức là 1 hình diều có tứ giác nội tiếp). Do đó hình diều vuông là một tứ giác lồi và có hai góc vuông đối diện. Nếu có chính xác hai góc vuông, mỗi góc phải nằm giữa các cạnh có độ dài khác nhau. Tất cả các diều bên phải là tứ giác hai chiều (tứ giác có cả chu vi và một hình tròn), vì tất cả các hình diều đều có một hình tròn. Một trong những đường chéo (đường chéo là đường đối xứng) chia diều phải thành hai tam giác vuông và cũng là đường kính của đường tròn.
Trong một tứ giác ngoại tiếp (một có một hình tròn), bốn đoạn thẳng nằm giữa tâm của hình tròn và các điểm tiếp xúc với phân vùng tứ giác tứ giác thành bốn hình diều vuông.

## Trường hợp đặc biệt
Một trường hợp đặc biệt của diều vuông là hình vuông, trong đó các đường chéo có độ dài bằng nhau, và đường tròn nội tiếp và ngoại tiếp là đồng tâm.

## Đặc điểm
- Một hình diều là một hình diều vuông khi và chỉ khi nó có đường tròn ngoại tiếp (theo định nghĩa). Điều này tương đương với việc nó là một con diều với hai góc vuông đối diện.
- Trong hình diều vuông, 2 góc còn lại bù nhau

## Định nghĩa thay thế
Đôi khi một hình diều vuông được định nghĩa là một hình diều có ít nhất một góc vuông. Nếu chỉ có một góc vuông thì phải nằm giữa hai cạnh có độ dài bằng nhau. 